# Gary Con
 (novembre 2019).
Si vous disposez d'ouvrages ou d'articles de référence ou si vous connaissez des sites web de qualité traitant du thème abordé ici, merci de compléter l'article en donnant les références utiles à sa vérifiabilité et en les liant à la section « Notes et références ».
Gary Con est un festival de jeux qui se tient chaque année au Lake Geneva (Wisconsin). Cette convention annuelle célèbre la vie et le travail de Gary Gygax, créateur du premier jeu de rôle sur table Donjon & Dragons.